# Fifi and the Flowertots
Fifi and the Flowertots (Brasil: Fifi e os Floriguinhos / Portugal: Fifi e as Florzinhas) é uma série de televisão animada stop motion britânica destinada ao publico infantil, produzida pela Chapman Entertainment, Cosgrove Hall Films e HiT Entertainment. A série ensina o respeito pela natureza, estimula o interesse por descobrir e desenvolve as relações sociais.
No Brasil, foi exibido no dia 2 de maio de 2006 pelos canais Discovery Kids e Nick Jr. em canal fechado pelos horários matutinos pro volta das 8:25 da manhã no Horário de Brasília pela Discovery Kids e 9:30 pela Nick Jr. até agosto de 2009, sendo substituído pela série Ni Hao, Kai-Lan. O desenho era transmitido na tv aberta pelo SBT, através dos programsa infantis Sábado Animado e Bom Dia & Companhia, também era transmitido na TV Cultura, através do Quintal da Cultura.
Em Portugal, era exibido em canal fechado no Canal Panda e JimJam em 2007 até sair do ar em 2011, enquanto era exibido em tv aberta na RTP2 entre 2007 e 2009 através do programa infantil Zig Zag (RTP).

## Sinopse
Fifi e os Floringuinhos vivem lindos dias, em meio a tantas cores e ritmos. Juntos, mostram que trabalhar em equipe faz toda a diferença. No jardim mágico dessa esperta florzinha, ela está sempre ao lado dos seus amigos e aprontando as mais doces aventuras. Com personagens interativos, a série foi desenvolvida para inspirar, divertir e ensinar sobre os fundamentos da amizade, ambiente, alimentação e música, sempre com muita criatividade.

## Personagens Principais
- Fifi
- Bumble
- Violeta
- Primarosa
- Pip
- Tia Tulipa
- Grubby
- Stingo
- Slugsy
- Mo
- Webby

## Ligações Externas
- Site do Fifi e os Floriguinhos no Discovery Kids